# Stadshart Amstelveen

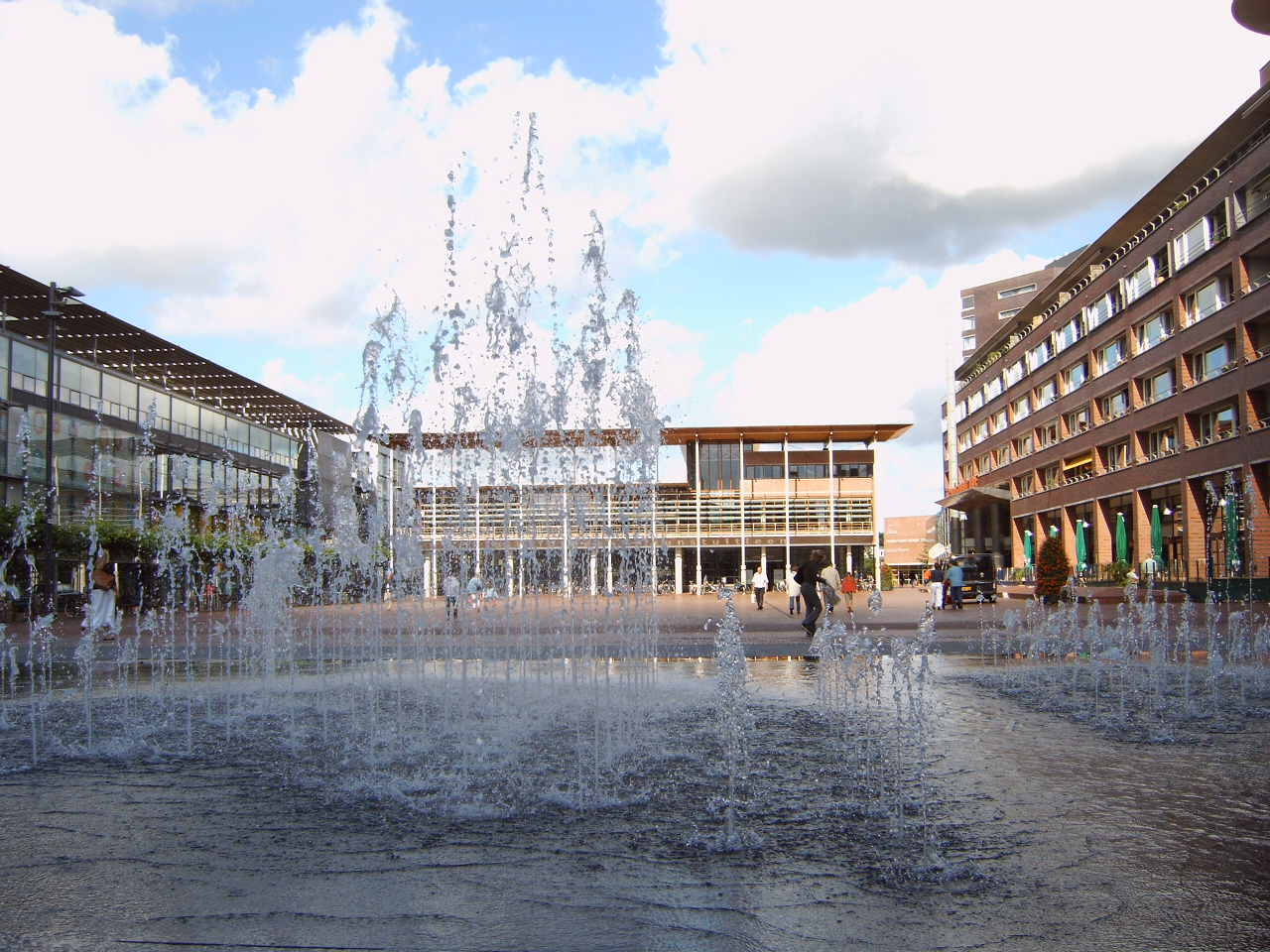
Stadshart Amstelveen (2004)

Stadshart Amstelveen is een winkelcentrum in Amstelveen waarin ook culturele voorzieningen zijn ondergebracht. De naam dateert uit 1998. Het winkelcentrum is gebouwd rond het Binnenhof en Plein 1960 waarvan het overblijvende deel Stadsplein werd genoemd. De ongeveer 230 winkels zijn ten noorden van de snelweg A9 en Meander gelegen, ten zuiden van de Handelsweg, ten oosten van het Sandbergplein en ten westen van het Buitenhof. Ze vormen samen het grootste winkelcentrum in de directe omgeving. Ook het zuidelijke deel van de Rembrandtweg, het Buitenplein, Handelsplein en de Stadstuinen maken er deel van uit. 

## Geschiedenis

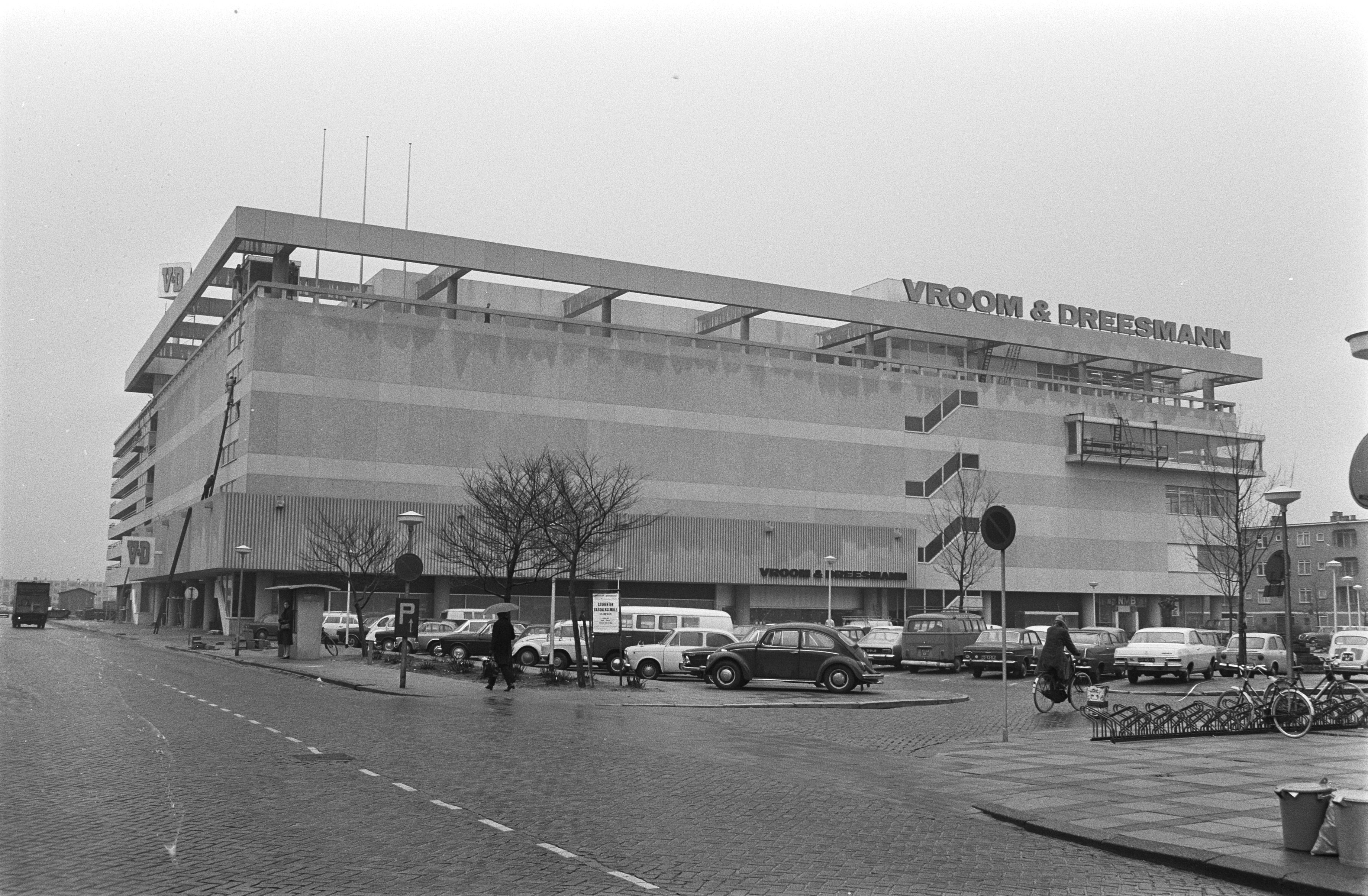
Nieuwe V&D kolos in Amstelveen in 1971

In 1971 verscheen aan de oostkant tussen het Buitenhof en Handelsplein de kolos van V&D met parkeergarage ter vervanging en uitbreiding van winkelruimte onder de Zaagtandflats. Na het faillissement in 2016 en verbouwing verscheen in 2019 voor zeer korte tijd Hudson's Bay Company in het pand. Sinds 2020 huisvest in het pand onder meer een Outlet.  
Het oorspronkelijk winkelcentrum uit 1960 werd in 1988 overdekt. Rond 1998 werd het winkelcentrum gerenoveerd waarbij er nieuwbouw aan werd toegevoegd. Het doorgaande verkeer van de Keizer Karelweg en Plein 1960 naar de Rembrandtweg kwam toen te vervallen. In een uitgebreide publiek-private samenwerking heeft de gemeente risicodragend meegedaan aan de grootschalige uitbreiding van het commerciële centrum van de stad.
Deelname aan het ontwikkelingsproject van winkelcentrum tot stadshart kostte de gemeente zeven miljoen euro. Dat bleek na liquidatie van de Stadshart Amstelveen Ontwikkelingsmaatschappij (SAO) eind 2009. Burgemeester Van Zanen zei daarover: "Het financiële risico was groter dan gedacht. We gingen garantstellingen aan waaraan de nodige geldelijke risico's verbonden waren."

## Culturele voorzieningen
De centrale bibliotheek van Amstelveen is samen met de kunstuitleen in een modern gebouw gevestigd. Daarachter is het Cobra Museum gehuisvest. Een poppodium P60, een schouwburg, een muziekschool en een volksuniversiteit maken deel uit van dit cultuurdeel.

## Openbaar vervoer
Aan de oostzijde van het winkelcentrum bevindt zich het eindpunt van tramlijn 5 naar station Amsterdam Zuid en verder. Aan de westkant bevindt zich het busstation Amstelveen voor het streekvervoer; dit station is voor het grootste deel gelegen onder een parkeergarage.

## Wetenswaardig
- Sinds 2019 heeft het Stadshart Amstelveen een mascotte, 'Sammie het Zwijntje',[2], genoemd naar het kunstwerk bij de HEMA dat een zwijntje voorstelt.